# Козёл в геральдике
Козёл (Козерог, Тур) — естественная негеральдическая гербовая фигура.
Символ непоколебимой силы, честного труда и усердия; также символизирует добросердечный и миролюбивый характер.

## Блазонирование
Козёл может быть «идущим», «стоящим», «обгладывающим ветки» и «восходящим» («восстающим»). Иногда изображается одна голова, которая называется — отсечённой. Отдельные части тела — рога, борода и копыта — должны блазонироваться, если они отличаются от цвета всей фигуры животного. Козёл использовался как фигура в нашлемниках.
В Европейской геральдике образ козла используется, как "говорящая" эмблема в городских гербах: Дании Чехии и Словакии, Германии и другие.
В русской геральдике применялся в ряде губерний (Самарской), городов (Козлов, Козелец) и посёлков (Козельц) и крайне редко, как говорящий герб в фамилиях дворянских родах (Козловы).

## Галерея
- Герб Козлова
- Герб Козельца
- Герб Самарской области
- Герб провинции Хельсингланд, Швеция
- Герб муниципалитета Кабреро, Испания